# Zły dotyk (film Nicole Kassell)
Zły dotyk (ang. The Woodsman) – amerykański dramat filmowy z 2004 roku w reżyserii Nicole Kassell, zrealizowany na podstawie sztuki Stevena Fechtera. Zdjęcia kręcono w Filadelfii.

## Fabuła
Walter wychodzi z więzienia. Odsiedział 12 lat za pedofilię, teraz chce zacząć wszystko od nowa. Udaje mu się znaleźć pracę w fabryce, uczęszcza na terapię u dra Rosena, wynajmuje mieszkanie. Poznaje też Vicki – kobietę, z którą chce się związać i tylko jej mówi o sobie całą prawdę. Niestety, jego tajemnica o przeszłości wychodzi na jaw. Odtrącony i napiętnowany musi walczyć o siebie, na swój sposób pomoże mu Vicki i sierżant Lucas.

## Obsada
- Kevin Bacon – Walter
- David Alan Grier – Bob
- Eve – Mary-Kay
- Kyra Sedgwick – Vicki
- Benjamin Bratt – Carlos
- Carlos Leon – Pedro
- Michael Shannon – Rosen
- Kevin Rice – Candy
- Mos Def – Sierżant Lucas
- Hannah Pilkes – Robin
- Jessica Nagle – Annette

## Nagrody i nominacje (wybrane)
Nagroda Satelita 2004
- Najlepszy aktor dramatyczny – Kevin Bacon (nominacja)
- Najlepsza aktorka drugoplanowa w dramacie – Kyra Sedgwick (nominacja)